# 淡路弁
淡路弁（あわじべん）は、兵庫県南部の淡路島（淡路市、洲本市、南あわじ市）で話されている日本語の方言である。『近畿地方の総合的研究』の序説「近畿方言の区画」によると淡路の方言は中近畿（「せ」を「シェ」と発音、終助詞の「ジャ」、「ヨル」と「トル」による相の区別、一段動詞の四段化の見られる地域）かつ西近畿地方に属している。大阪湾の対岸である阪神間・大阪府・和歌山県と、藩政時代に支配を受けた徳島県との共通性が高く、反面、同じ兵庫県下にあり明石海峡を挟んだ対岸の播州弁との関連は少ない。

## 区分
禰宜田竜昇は著書の『淡路方言の研究』（1986年、ISBN 978-4875216575）の中で淡路を北部・中部・南部方言に分け、北部を河内・大和系、中部を泉州・和歌山系、南部を徳島系としている。
山本俊治・飯野百合子の二人も「兵庫方言―その分布と分派―」（『武庫川女子大紀要』10、昭和37年）の中で淡路を北淡路・洲本・南淡に分け更に北淡を東浦と西浦に細分している。

## アクセント・イントネーション
アクセントに関しては全島が京阪式アクセント（甲種アクセント）であり、特に老年層や辺境部では伝統的な（京阪神にはもう残っていない）ものを用いる。
藤原与一は、『昭和日本語の方言』のうち『瀬戸内海三要地方言』で北淡町旧育波村畑に高低高型のイントネーション（例：ドコマデ　イッテモ）があることを指摘した。村内英一によれば津名郡東浦町釜口小井の老女（昭和38年）がキキビソ（踵）、カタクマ（肩車）と発音した。服部敬之によれば、東浦町楠本の老女（昭和40年）がツバクロ（燕）らしく発音したが、一体、志筑～郡家以北の淡路には聊か違った音階が耳につくという。淡路北部ではこのように文全体に起こるイントネーションだけでなく一文節・単語上にまで生ずる、所謂重起伏調イントネーション（定義によってはアクセントに含まれる）が兵庫県下で初めて報告された。

## 発音
近畿地方外縁部に一般的なザ・ダ・ラ行音交代の他、マ・バ行交替やバ・ワ行交替、連母音同化、音韻添加、清濁交替、音便が見られる。
洲本での例を挙げると、転訛の例にイゴク＝動く、サブイ＝寒い、オッセル＝教える、カーラー＝瓦、エベス＝戎のようなものがあり周辺とそう違わない。
ただし、洲本市由良地区は由良弁と呼ばれる非常に特徴的な言葉を話し、早口で転訛や脱落が激しく（淡路で唯一二重母音/ai/が/æː/に転訛する）聞き取りにくい。
『日本方言地図』（国立国語研究所地方言語研究室）によれば緑町、南淡町（ともに現・南あわじ市）に老人が合拗音を発音する地区があった。また同図には「せ」を「シェ」と発音する地区が南淡町福良にあるとしている。
近畿方言全般に「住吉やったら芦屋で西明石行きに」を「スンミョッシャッタラアッシャデニッシャカッシュキニ」とするように、言葉の第二拍以下にイ段・ウ段がありその次に（半母音＋）母音が来るときに二拍が結びついて拗音一拍となり失われた一拍を撥音・促音とする訛がみられるが、淡路では第一拍のイ・ウ段音にも拗音化が及ぶ事があり、「座る」を「ッサル」、「塩」を「ッショ」など、語頭に促音が現れる。

## 文法
1. 洲本を中心として一段活用動詞の五段活用化が進んでいる。例：オキラン＝起きない、オキレラン＝起きられない。
2. 形容動詞が＜ナ終止＞の形をとる。例：キママナ＝気儘だ。
3. 断定の助動詞は同一人が「ジャ」と「ヤ」を併用することがある。断定の「ダ」での終止は用いられないが、洲本では「ダー」を推量に用いる。例：アンダー＝あるだろう、シャナイデーカ＝仕方ないではないか。
4. 助詞「ガ」の名詞との融合。例：アミャー＝雨が。
5. 感動の文末詞（語気助詞）は洲本では「ナ」、その他の地域では「ノ」を用いる。例：ヨーオヨグナー＝よく泳ぐね。
6. 洲本では、古くは「ザン」「カン」という文末詞があり、昭和初期までは既婚女性がよく用いた。例：エエザン＝いいんだね、ワルイノカン＝悪いのかね。

### 活用
動詞の活用においては仮定形で「ば」が融合しており、例えば「書く」の仮定形は「書けば」が転訛して「カキャ」となる。
また、「ル」で終わる動詞の連体形が一部の体言・特定の動詞に接続する際に、「走るぞ」が「ハシッゾ」、「あるのか」が「アンノカ」という風に音韻変化を起こす。

### 敬語
淡路には敬語がないとよく非難される。洲本は身分・貧富の差が小さく敬語に乏しいといわれるお国柄であり、淡路人にとって、親しい人と打ち解けて話す場合タメ口をきく事は極普通の事であり、敬語を用いれば却ってよそよそしくなる。だが元々淡路方言に敬語がなかった訳ではない。淡路弁には味わいのある俚言的敬語があったが、標準語の敬語の普及により影を潜めつつある。

#### 敬意の動詞・助動詞
尊敬表現
- 連用形＋「ナハル」 - ～なさる。大阪弁で言う「ハル」に同じ。
- 連用形＋助詞「て」＋「ツカ」 - ～してください。「つかわされよ」に由来。四国と共通。山陽方言で言う「テツカアサイ」。
- 連用形＋助詞「て」＋「ツカハル」- ～してくださる。上記2つの複合。
- 連用形＋「ナシタ」 - ～なされた。
- 連用形＋助詞「て」＋「ハイリョ」 - ～してください。四国と共通。
- 連用形＋助詞「て」＋「オクレ」 - ～しておくれ。

謙譲表現
- 「アンギョ」 - あげまよう。
- 連用形＋「タンギョ」 - ～してあげましょう。

丁寧表現
- 連用形＋「マショ」 - ～しましょう。
- 「デッセ」 - ～ですよ。大阪弁と共通。
- 「オマス」 - 「有る」の丁寧形。大阪弁と共通。
- 未然形＋「ンセ」 - ～しましょう。沼島の女言葉。離島に残った古語の例。

#### その他の敬語
終助詞では「アッゾ」（有るよ）よりも「アッゼ」、「アッカ」（有るか）よりも「アッカナ」の方が丁寧である。また標準語と同様の接辞による敬語法もあり、「キゲンヤエエカ（機嫌は良いか）」を「ゴキゲンヤオヨロシイカナ（ご機嫌はお宜しいかな）」と丁寧形にできる。
もちろん人名に付けて敬意を表す「～さん」に相当する「～ハン」も大阪弁と共通して使われている。

## 語彙

### 周囲からの影響
島内での地域差があり一つの方言であるとは言えない。語彙・語法では阪神・紀伊・阿波の各系統が島内にあり、「ミーヘン・ミヤヘン」を用いる阪神系が津名郡全域と洲本市の安乎（あいが）と中川原、「ミン・ミヤン」を用いる紀伊方言系が洲本市の由良と灘・三原郡南淡町灘と沼島（ぬしま）、「ミヤセン」を用いる阿波方言系がそれ以外の三原郡全域と洲本旧市内、更に洲本市と五色町南部は阪神系・阿波系の混在地域である。
語彙が比較的貧弱で平均的なのは島内の最大都市である洲本市旧市街の言葉「洲本ことば」である。逆に一番特徴的なのが同市内の由良の言葉である。
標準語でいう「バカ」に相当する語は近畿方言に共通して見られる「アホ」の他北淡町ではチャケ゜/ʧaŋe/という言い方が見られる。「汚い」は「キチャナイ」となり、特に北部では「チャナイ」ないし「ヨソワシイ」と言う。「便所」は京阪神・和歌山・岡山で「センチ」（雪隠）と言うのに対し淡路では「センチャ」となり洲本市由良町や灘では「ハコ」または「ンバコ」と言う。
北淡町全域や東浦町の局部では河内弁との類似がみられ、「ヨーキタノーワレ」（よくきたねえ、お前は）、「ソンナコトスッカレ」（「そんな事するかいワレ」相手に対する禁止）という表現がある。
淡路の言葉が地理的に隔たっている摂津・和泉・河内と共通のものがある理由は上代から交易・文化両方の交渉があり、野島海人（のじまのあま）・三原海人（みはらのあま）が浪速から大和にかけて活躍した事が挙げられる。
また、紀伊とは漁業者が出買いに赴いて交易を開拓していたという繋がりがある。
また、阿波とは江戸時代淡路島が徳島藩の統治下だった関係がある。

### 瀬戸内の中の淡路方言
瀬戸内海は古来畿内と九州を繋ぐ航海路として重要な役割を果たしてきた。上方からの新語は西へ伝播して本州を離れて最初に行き着くのが淡路島である。淡路島の他、小豆島や鳴門海峡の島田島・大毛島は語彙の西進を早くに受けるため、顕著な方言圏（方言語彙の共有）が認められる。筍笠の事を「タイコガサ」「タイコバチ」と呼ぶのもほぼこの海域の分布であり、近畿本土に厚い「松毬」のチンチロ系も兵庫県南東部から淡路および鳴門沖の島々に張り出している。
このような状況下で、淡路島が四周に孤立する傾向も強い。例えば淡路島だけに分布する語彙に「蟷螂」を仏の馬に見立てたホトケノウマ系、「日照雨」の「ヒアテリアメ」、「左利き」の「ヒダリエテ」などがある。このような特徴的な新語の一方で、「蟻」を「イアリ」と言うのは九州にもあり、語彙を更新しつつも一部では古態を保存するきらいもある。